# They Came Together
They Came Together és una pel·lícula de comèdia romàntica satírica nord-americana del 2014 dirigida per David Wain i escrita per Wain i Michael Showalter. És una paròdia de comèdies romàntiques impregnades de l'enfocament absurd de Showalter i Wain. La pel·lícula es va estrenar al Festival de Cinema de Sundance de 2014, i es va estrenar en cinemes (amb una estrena simultània a iTunes) el 27 de juny de 2014. Ha estat subtitulada al català.

## Repartiment
- Paul Rudd com a Joel[1]
- Amy Poehler com a Molly[1]
- Cobie Smulders com a Tiffany Amber Thigpen[5]
- Christopher Meloni com a Roland, el cap d'en Joel[5]
- Max Greenfield com a Jake
- Bill Hader com a Kyle
- Ellie Kemper com a Karen
- Jason Mantzoukas com a Bob, el millor amic d'en Joel[5]
- Melanie Lynskey com a Brenda
- Ed Helms com a Eggbert Flaps[5]
- Noureen DeWulf com a Melanie
- Michael Ian Black com a Trevor[5]